# Дабич, Николай Дмитриевич
Николай Дмитриевич Дабич (23 апреля 1857, Херсонская губерния — ?) — российский военно-морской деятель, вице-адмирал (1908).

## Семья
Родился в дворянской семье, сын капитан-лейтенанта Дмитрия Ивановича Дабича, потомок сербского рода. Брат — Александр Дмитриевич (1855—1880) — мичман.

## Карьера
1 мая 1876 года окончил Морское училище с производством в чин гардемарина.
В 1876—1877 годах совершил заграничное плаванье на фрегате «Петропавловск» и корвете «Аскольд».
30 августа 1877 года произведен в чин мичмана.
29 сентября 1878 года зачислен в Офицерский минный класс, по окончании которого зачислен в минные офицеры 2-го разряда и назначен минным офицером корвета «Аскольд».
В 1880 году наблюдает за постройкой миноносок для Дальнего Востока и участвует в их доставке на пароходе Доброфлота «Россия». Затем командует миноноской «Подорожник» в составе Сибирской флотилии и возвращается на Балтику на вспомогательном крейсере «Москва».
23 августа снова назначен минным офицером корвета «Аскольд».
17 января 1882 года произведен в чин лейтенанта. На корветах «Аскольд» и «Баян» участвует в заграничном плаванье в 1883—1884 годах.
1 января 1885 года награждён орденом Святого Станислава 3-й степени. В том же году зачислен в минные офицеры 1-го разряда с назначением на плавбатарею «Кремль».
В 1886—1889 годах был флагманским минным офицером учебно-артиллерийского отряда и совершал учебные плавания на плавбатарее «Первенец».
1 января 1890 года награждён орденом Святой Анны 3-й степени и назначен командиром парохода «Работник». Затем командует канонерской лодкой «Буря» в составе Балтийского флота.
1 января 1891 года назначен командиром шхуны «Зорька». 1 января 1892 года награждён орденом Святого Станислава 2-й степени.
9 января 1893 года назначен старшим офицером минного крейсера «Посадник».
28 марта 1893 года произведен в чин капитана 2-го ранга. Командовал миноносцем «Моозунд» в составе практической эскадры Балтийского флота.
С 17 апреля 1894 года по 14 января 1896 года — старший офицер крейсера 2-го ранга «Крейсер».
30 октября 1895 года награждён орденом Святой Анны 2-й степени.
6 декабря 1895 года назначен командиром броненосца береговой обороны «Адмирал Спиридов».
С 26 января по 25 февраля 1896 года временно исполнял обязанности командира канонерской лодки «Отважный» в заграничном плаванье. С 13 по 28 августа председательствовал в комиссии по испытаниям электрического катера «Пернач».
С 13 августа 1896 года по 10 апреля 1897 года являлся слушателем общего курса Николаевской морской академии.
С 10 мая по 10 сентября 1897 года командовал броненосцем береговой обороны «Адмирал Спиридов» в составе практической эскадры Балтийского моря.

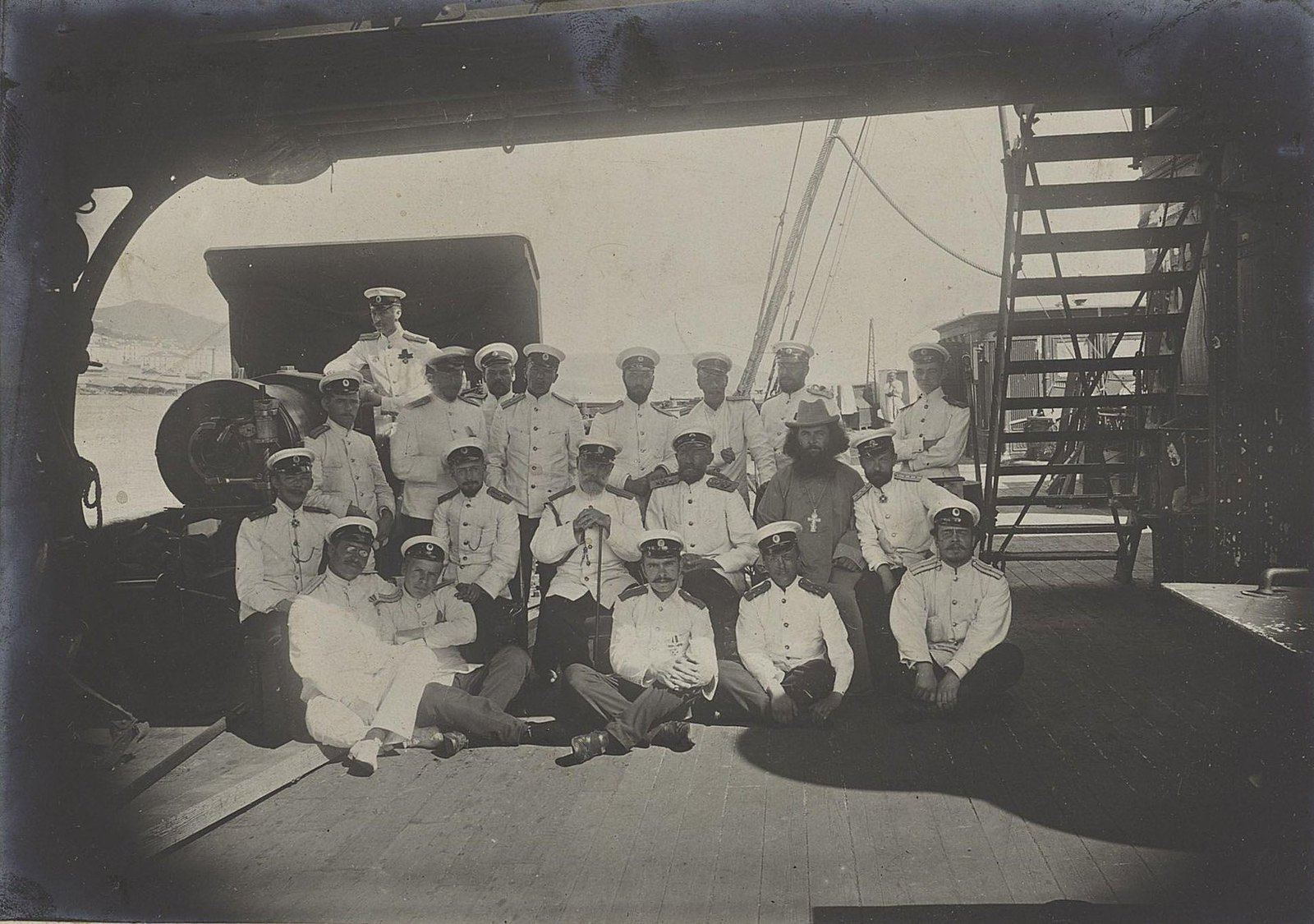
Крейсер «Громобой». В центре — командир корабля капитан 1 ранга Н.Д. Дабич. 1904 г.

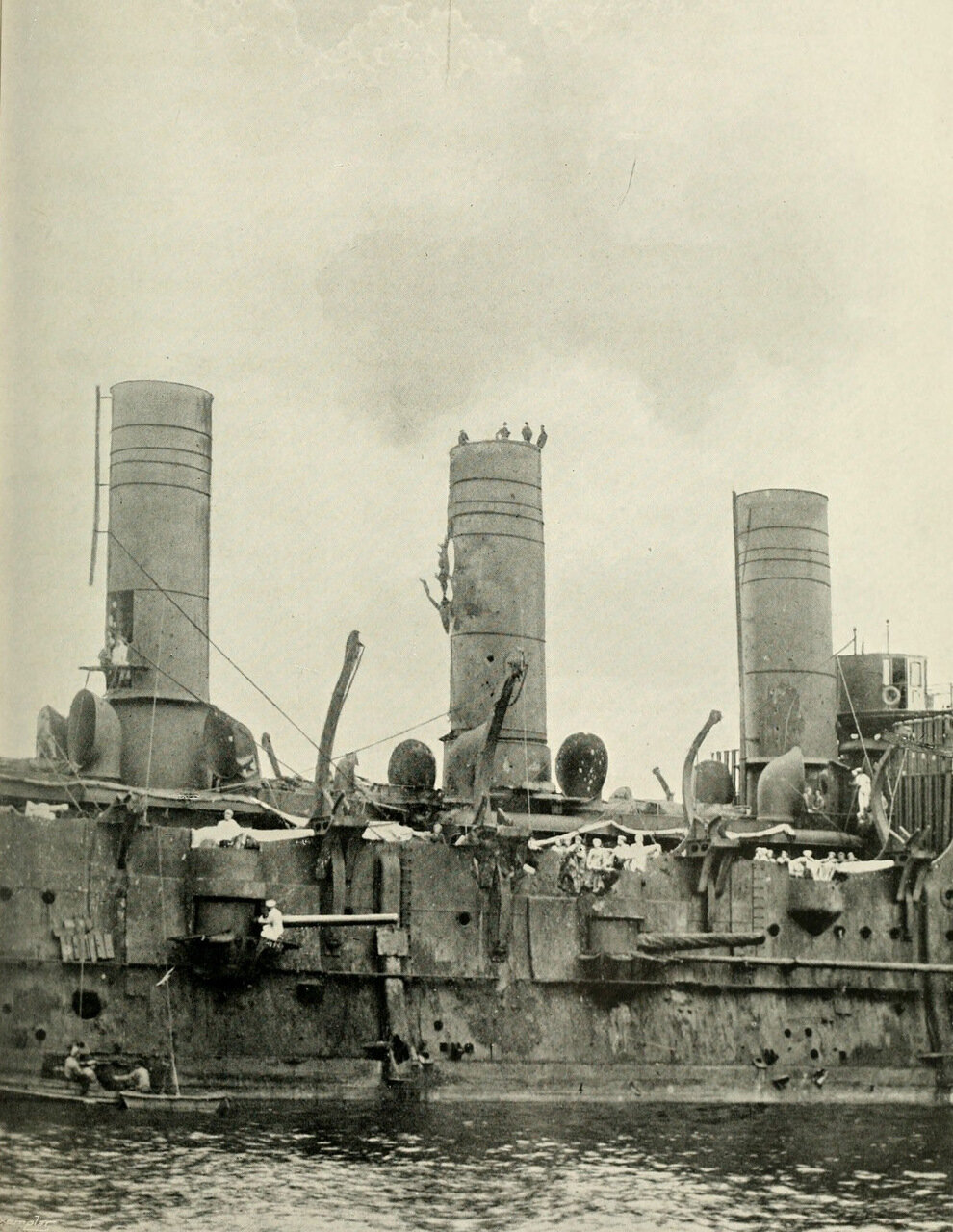
Дальний Восток. Крейсер «Громобой» после боя, август 1904 г.

8 сентября 1898 года награждён прусским орденом Красного орла 3-го класса. В том же году командовал канонерской лодкой «Ёрш» в охране Петергофского рейда.
С 6 декабря 1898 года назначен командиром крейсера «Африка» и по совместительству заведующий Офицерским минным классом.
13 сентября 1900 года назначен командиром учебного судна «Европа» и исполняющим обязанности помощника начальника учебно-минного отряда.
17 апреля 1901 года произведен в чин капитана 1-го ранга.
В 1901—1902 годах — флаг-капитан учебно-минного отряда.
11 октября 1902 года назначен командиром броненосного крейсера «Громобой». Переходит на нём из Кронштадта во Владивосток.
10 декабря 1902 года награждён орденом Святого Владимира 4-й степени с бантом за 25 лет службы в офицерских чинах.

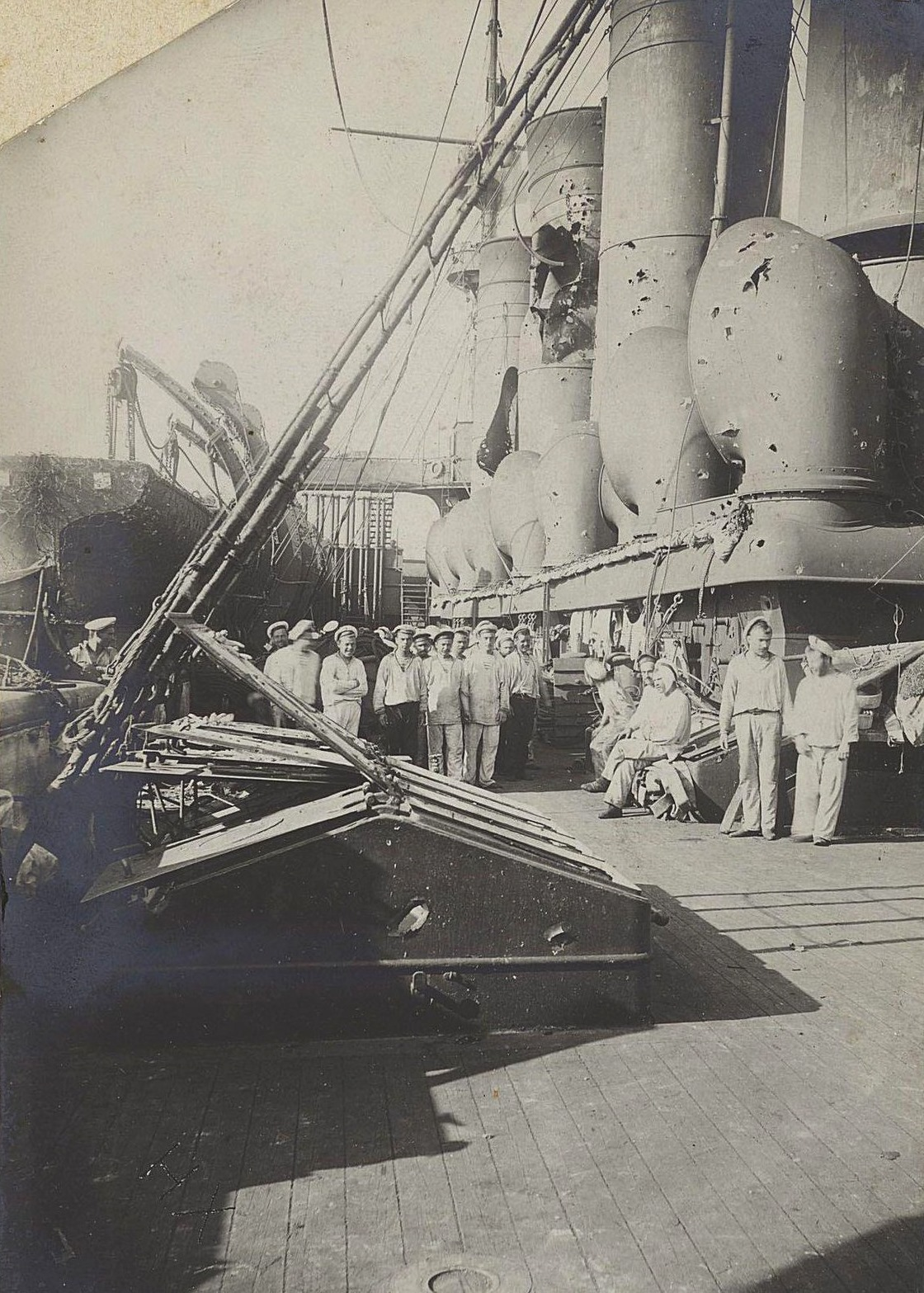
Дальний Восток. Крейсер «Громобой» после боя с японцами. 1904 г.

## Участие в Русско-японской войне
Участник Русско-японской войны. В январе — августе 1904, командуя крейсером «Громобой», участвовал в операциях в Японском море по уничтожению неприятельских судов. За успешные действия был награждён орденом Св. Владимира 3-й степени с мечами (7 июня 1904).

### Бой 1 августа 1904 с японской эскадрой
Участвовал в бою с эскадрой японского адмирала Камимуры 1 августа, во время которого получил «…три поверхностных раны правого виска, три на темени, ушиб правого глаза, рану покров груди, глубиной в три поперечных пальца, идущую от мочевидного отростка вправо вниз, ушибленную рану нижней трети передней поверхности левого предплечья в два поперечных пальца в окружности, рану в области второго межплюсневого промежутка левой стопы, проникающую в толщу мягких частей, ушибленную рану задней поверхности голени в три поперечных пальца в диаметре, несколько мелких ранок левого бедра, поверхностные раны под углами правой лопатки и левого подреберья. Во второй раз в этом же бою получил рану спины около позвоночника на четыре поперечных пальца ниже лопаток, рана глубокая идет в толщу мышц до ребер. Одновременно с последней раной получил ушиб покровов груди и живота». 4 августа 1904 года уволен в четырёхмесячный отпуск по болезни. За заслуги, проявленные в этом бою, был пожалован 11 августа 1904 года флигель-адъютантом и 27 сентября 1904 года награждён орденом Св. Георгия 4-й степени за отличную храбрость, мужество и самоотвержение, проявленные в бою Владивостокского крейсерского отряда с неприятельскою эскадрою 1-го августа 1904 года.

## Продолжение службы
С 25 октября 1904 года — командир 18-го флотского экипажа. 2 февраля 1906 года назначен членом экзаменационной комиссии Морского кадетского корпуса.
10 апреля 1906 года назначен начальником Учебно-артиллерийского отряда Балтийского флота.

24 апреля 1906 года высочайшим приказом объявлено Высочайшее благоволение. Морской писатель, капитан 2-го ранга Владимир Семёнов, указывавший на то, что многие офицеры флота — участники русско-японской войны были отстранены от активной деятельности сразу после её окончания, считал, что послевоенное назначение Дабича было одним из исключений: 

Капитан 1-го ранга Дабич, командовавший «Громобоем» — тоже счастливое исключение — начальник учебно-артиллерийского отряда на кампанию 1906-го года. И тут, однако, нельзя не подивиться: Дабич, убеждённый минёр, до войны почти всю службу проведший в учебно-минном отряде, вдруг назначается начальником отряда артиллерийского.

### Восстание на крейсере «Память Азова»
Держал свой брейд-вымпел на крейсере «Память Азова», на котором в ночь с 19 на 20 июля 1906 года произошло восстание матросов. По воспоминаниям мичмана (затем капитана 2-го ранга) Н. Н. Крыжановского, Дабич непосредственно перед восстанием вёл себя пассивно. Когда офицеры пытались убрать с палубы оружие, чтобы оно не попало в руки готовых взбунтоваться матросов, командир приказал Крыжановскому доложить Дабичу о происходивших событиях. Дальнейшие события Крыжановский описывает так: 

Я выбежал через батарейную палубу наверх и увидел Дабича, ходящего на юте. Я ему все доложил. Он выслушал, пожал плечами и сказал: «Я ничем тут помочь не могу. Пусть командир действует по усмотрению».

Вместе с большинством офицеров Дабич смог покинуть крейсер на командирском баркасе. Во время обстрела баркаса восставшими матросами был ранен.
Действия Дабича во время восстания на крейсере «Память Азова» и последующее быстрое окончание его карьеры как военного моряка могут быть объяснены тяжёлым состоянием его здоровья. Профессор П. И. Ковалевский, лечивший Дабича, позднее вспоминал, что он «был искалечен физически», «получил контузии внутренних органов и более 100 осколков в теле».

### Производство в адмиралы и завершение службы
В сентябре 1906 года назначен в распоряжение морского министра.
5 марта 1907 года назначен начальником отдела заготовлений Главного управления кораблестроения и снабжений с одновременным производством в контр-адмиралы.
20 октября 1908 года уволен в отставку с производством в вице-адмиралы «за болезнью и вследствие контузий и ран в Японскую войну».